# Rickie Sorensen
Rickie John Sorensen (Los Angeles, 26 agosto 1946 – Lynwood, 24 agosto 1994) è stato un attore e doppiatore statunitense.

## Biografia
Inizia a lavorare come attore e doppiatore sin dal 1956, all'età di dieci anni. Tra i suoi doppiaggi, è noto per aver dato la voce ad Artù (Semola) in La spada nella roccia del 1963.
Nel 1974 sposa Marianne Rubacha, da cui ha quattro figli.
Morí di cancro a Lynwood il 24 agosto del 1994, a 47 anni.

## Filmografia parziale

### Attore
- La valle dei delitti (1956) - non accreditato
- Frida (My Friend Flicka) – serie TV, episodio 1x24 (1956)
- Sotto la minaccia (1957) - non accreditato
- Lo spietato (1957) - non accreditato
- L'uomo dai mille volti (Man of a Thousand Faces), regia di Joseph Pevney (1957)
- Cento colpi di pistola (1958)
- Tarzan and the Trappers, regia di Charles F. Haas e Sandy Howard - film tv (1958)
- The Restless Gun – serie TV, episodio 2x08 (1958)
- Tarzan e lo stregone (1959)
- La vendetta del gangster (1961) - non accreditato
- Mr. Novak – serie TV, episodi 1x03-1x12-2x14 (1963-1965)
- Airport '77 (1976)
- Il gatto venuto dallo spazio (1978)

### Doppiatore
- La carica dei cento e uno (One Hundred and One Dalmatians), regia di Wolfgang Reitherman, Hamilton Luske e Clyde Geronimi (1961)
- La spada nella roccia (The Sword in the Stone), regia di Wolfgang Reitherman (1963)